# Kolcvár
Kolcvár (románul Cetatea Colț) a Kendeffy család ősi fészke Erdélyben.

## Fekvése
A Retyezát-hegység északi lábánál, a Hátszegi-medence déli peremén fekvő Malomvíz (románul Râu de Mori, németül Mühldorf) községtől 2,5 km távolságban található egy sziklás hegy ormán 726 méter tengerszint feletti magasságon.

## Története
A Kende, majd Kendeffy nevű hátszegi főúri család a maga védelmére építette  a várat. A 14. század második felében már állt a lakótorony,  mely a vár magját képezte. 1519-ben várként (castrum) említik, tehát eddig az időpontig már megtörtént a lakótorony várrá való kibővítése. A központi lakótornyot a XVI-XVII. század folyamán nagyjából háromszög alakban erős fallal vették körül, s a vár további erősítése érdekében a déli oldalon két sokszögű tornyot emeltek. A várat a törökök elfoglalták, és elhurcolták Kendeffy Ilona férjét, aki a fogságban halt meg. Evlija Cselebi 1661-ben járt falai között. A XVII. század vége felé az ismét a Kendeffyek birtokában volt uradalmaival együtt. 1671-ben még őrség tartózkodott benne.  A vár a 18. századtól romos állapotban van.
A négyzet alaprajzú toronynak három szintje maradt fenn korunkra, eredetileg ennél is magasabb lehetett. Déli oldalán szakadék óvta, a többi részen várfallal övezték a tornyot. A 16-17. század során a várfal északnyugati részéhez egy épületszárnyat csatoltak, és kisebb bástyákkal is megerősítették a várat. Ez utóbbi építmények maradványai a helyszínen szintén jól megfigyelhetők.
Egy, a várhoz kapcsolódó monda szerint Kendeffy Ilona Kolcvár ablakában ülve, lenfonalát addig kell fonja, míg az a mélyben rohanó Sztrigy vizébe ér: mert férjura a tatár rabságból csak akkor tér vissza.
Jules Verne-t ez a vár ihlette meg a Várkastély a Kárpátokban című regényének megírásakor.
A vár alatt 13. századi görögkeleti kápolna romjai állanak.